# Cylindroiulus zinalensis
Cylindroiulus zinalensis är en mångfotingart som först beskrevs av Faes 1902.  Cylindroiulus zinalensis ingår i släktet Cylindroiulus och familjen kejsardubbelfotingar. Inga underarter finns listade i Catalogue of Life.